# 彦坂正道
彦坂 正道（ひこさか まさみち、1944年1月11日 - ）は、日本の物理学者。専門は高分子物理学。超高性能プラスチックの研究で知られる。広島大学名誉教授。
父は原子核物理学者で新潟大学名誉教授の彦坂忠義。兄は社会評論家、翻訳家、社会運動家の彦坂諦。母方の祖父は西洋史学者の阿刀田令造。

## 経歴
- 1967年 京都大学理学部卒業。
- 1970年 東京都立大学大学院理学研究科博士課程中退。
- 1970年 東京都立大学理学部助手。
- 1987年 ブリストル大学物理学部助手。
- 1989年 山形大学工学部助教授。
- 1994年 広島大学総合科学部および大学院総合科学研究科教授。
- 2006年 広島大学特任教授。
- 2016年 広島大学名誉教授。

## 超高性能プラスチック
厚さ10分の数mm。透明で成形しやすく、自動車の車体やガラスの代用品などとして応用が見込める。通常のプラスチックとほぼ同じ値段ででき、不純物がないためリサイクルしやすい利点がある。従来のポリプロピレンより、引っ張り強度が7倍以上の230MPaに増していた。この強度は同じ重さの鉄鋼の2〜5倍という。自動車の車体を鉄鋼でなく今回の素材に置き換えると、コストが全体の3分の1から4分の1で済む。